# Ondřej Gregor Brzobohatý
Ondřej Gregor Brzobohatý (rodným jménem Ondřej Brzobohatý, * 2. února 1983 Praha) je český herec, hudební skladatel, zpěvák, textař, pianista a producent.

## Rodinný život
Narodil se roku 1983 v Praze do rodiny českého herce Radoslava Brzobohatého a slovenské herečky Hany Gregorové. Má starší nevlastní sestru Rolu, dceru Hany Gregorové z manželství s jordánským lékařem. Z otcovy strany má nevlastní sestru Radanu Košťálovou.
V roce 2008 se po tříletém vztahu oženil s produkční Johanou Indrákovou, s níž se roku 2013 rozvedl. Poměr s modelkou a Miss World 2006 Taťánou Kuchařovou byl oficiálně zveřejněn na karlovarském filmovém festivalu 2013. Jejich svatba se konala 30. června 2016 v bazilice Nanebevzetí Panny Marie premonstrátského Strahovského kláštera. V prosinci roku 2021 definitivně ukončili svůj vztah a Taťána Gregor Brzobohatá oznámila, že požádá o rozvod. V roce 2022 se jeho partnerkou stala Daniela Písařovicová, v září 2023 se s ní oženil.

## Profesní kariéra
Na základní umělecké škole v Biskupské se učil hře na housle a klavír. Konzervatoř Jaroslava Ježka absolvoval v oboru skladba, klavír a dirigování. U skladatele Milana Kymličky se soukromě učil filmové hudbě a orchestraci.
Hrál ve skupině Bůhví, se kterou vydal čtyři alba. Autorsky se podílel na deskách Sámera Issy, Dary Rolins, Hany Zagorové, Heleny Vondráčkové, Karla Gotta nebo Heleny Zeťové. Společně s textařem Petrem Uličným vytvořili patnáct písní na album Richarda Müllera nazvané 55. V Horáčkově lyrikálu Kudykam měl na starost hudební aranže a dramaturgii písní. Společně s Jiřím Hubačem a Pavlem Vrbou napsal muzikál Já, Francois Villon. Se slovenským básníkem a libretistou Ľubomírem Feldekem vytvořil muzikál Cyrano, který se hrál v divadle Radka Brzobohatého. V roce 2018 zkomponoval muzikál pro Hudební divadlo Karlín, Legenda jménem Holmes s Vojtěchem Dykem v hlavní roli. Stal se také autorem filmové hudby např. ke snímkům Anděl Páně 2, Osmy, Strach v hlavní roli či seriálu Labyrint.
Právníka Marka Stránského si zahrál v seriálu Ulice a učitele Adama Kábrta v seriálu Gympl s (r)učením omezeným, pro který současně psal i scénickou hudbu. Moderoval první řadu soutěže Česko hledá Superstar a třikrát přímý přenos vyhlášení ankety Český Slavík v letech 2006, 2009 a 2012. Vydal sólová alba Identity a Universum. Je autorem řady znělek k televizním pořadům i reklamám. Pro koncerty využívá zvuku symfonického orchestru, který výrazně uplatnil roku 2016 při turné Symphonicum. V roce 2019 připravil koncert s názvem Brzobohatý & Friends, kde zazněly jeho autorské skladby napříč celou dosavadní kariérou, a které zpívali zpěváci české populární scény.

### Drag queen
Brzobohatý vystupuje jako drag queen pod jménem Tiffany Richbitch. Přezdívka je údajně inspirována filmem Snídaně u Tiffanyho, Richbitch je pak odkazem na Brzobohatého příjmení. Tiffany Richbitch poprvé veřejně vystoupila v únoru 2024 v Malostranské besedě v rámci představení Hedwig a její Angry Inch.

## Tvorba

### Filmografie (výběr)
- Cukrárna / Ať žijí rytíři (2010)
- Čapkovy kapsy (2011)
- Ulice (2005)
- Česko hledá SuperStar (2004) – moderátor
- Rodinka (2012)
- Setkání s hvězdou (Dagmar Havlová) (2012)
- Gympl s (r)učením omezeným (2012, 2013)
- StarDance …když hvězdy tančí (2013) – tanečník (soutěžící)
- X Factor (2014) – porotce
- Svatby v Benátkách (2014)
- Drazí sousedé (2016)
- Dívka za zrcadlem (2018) – TV film
- Linka (2019) – TV seriál, Filip Mrkvička

### Filmová hudba
| 2009 | Ať žijí rytíři!                |
| 2009 | Hrobník                        |
| 2009 | Zakázaný člověk                |
| 2010 | Anděl                          |
| 2010 | Rodinka                        |
| 2011 | Vesnice roku (studentský film) |
| 2012 | Dvanáct měsíčků                |
| 2012 | Mimozemšťan                    |
| 2013 | Jirka a bílé myšky             |
| 2014 | Osmy                           |
| 2015 | Správnej dres                  |
| 2015 | Princezna a písař              |
| 2016 | Anděl Páně 2                   |
| 2016 | Jak básníci čekají na zázrak   |
| 2016 | Krycí jméno Holec              |
| 2018 | Dívka za zrcadlem              |
| 2018 | Důvěrný nepřítel               |
| 2019 | Klec                           |
| 2020 | Matky                          |
| 2022 | Pyšná princezna                |
| 2023 | Docent (seriál)                |

### Muzikály
- Já, Francois Villon
- Cyrano
- Legenda jménem Holmes
- Slunce, seno, jahody
- Anděl Páně

### Divadelní role (výběr)
- 2011 – Peter Stone, Rupert Holmes: Vražda za oponou, Nadporučík Frank Cioffi, Hudební divadlo Karlín, režie Antonín Procházka.

### Alba
- 2013 – Identitity
- 2017 –  Universum